# 아쓰미반도
아쓰미반도(일본어: 渥美半島 아쓰미 한토[*])는 일본의 태평양 쪽에 뻗어 있는 전장 약 50km, 폭 5km~8km의 긴 반도이다. 행정 구역 상으로는 아이치현 다하라시 전역, 도요하시시 남서부의 반도 부분에 해당한다. 태평양 쪽은 홍적대지로 고도가 높은 편이며, 미카와만 쪽으로 향할수록 점점 낮아지는 지형이다. 태평양 측은 해식 절벽이 형성되어 있어 지금도 파도에 의한 침식을 계속 받고 있다. 또, 일출 때 석문에서 시즈오카현의 시오미 언덕까지는 편방향으로 13리 정도의 모래 해변이 펼쳐진다. 반도의 중앙부에는 아카이시산맥의 남단인 유미하리산맥이 산지를 형성하고 있으며, 최고봉은 표고 328m의 다이산이다. 미카와만을 사이에 두고 지타반도와 마주하고 있으며, 반도의 선단에 있는 이라고 수도를 끼고 미에현의 가미섬, 시마반도 등과 마주하고 있다.
| 지타반도 아쓰미반도 ↖이세만 미카와만 이라고 수도 이라고곶 태평양 오카자키평야 |

## 행정 구역
- 아이치현
  - 다하라시
  - 도요하시시

## 교통
도로
- 국도 42호선
- 국도 259호선

철도
- 도요하시 철도 아쓰미선

이 밖에 이라고곶에 페리 터미널이 있으며, 이라고항에서는 페리와 쾌속선 등이 지타 반도, 미에현의 도바시, 이세만, 미카와만의 여러 섬들과 아쓰미반도를 연결하고 있다.

## 같이 보기
- 시마반도
- 지타반도